# 잉마르 베리만
에른스트 잉마르 베리만(스웨덴어: Ernst Ingmar Bergman, 1918년 7월 14일 ~ 2007년 7월 30일)은 스웨덴의 영화, 연극 및 오페라 감독이다. 현대 영화 최고의 감독으로 뽑힌다.
대부분을 자신이 쓴 총 62편의 영화와 170편이 넘는 연극을 감독했다. 대다수의 영화가 고향 스웨덴을 배경으로 한다. 병, 배신, 광기 등 어두운 주제를 주로 다룬다. 대표작으로는 《제7의 봉인》, 《외침과 속삭임》, 《처녀의 샘》, 《산딸기》, 《페르소나》(1967), 《화니와 알렉산더》등이다.

## 일생
스톡홀름 대학교를 졸업한 후 연극계에 투신, 무대 연출가로서 이름을 떨쳤으며 1944년에 알프 셰베리가 감독한 《번민》의 각본을 써서 영화계에 데뷔하였다. 1945년 《위기》에서 감독으로 진출하고, 뒤이어 《애욕의 항구》(1948), 《불량소녀 모니카》(1952), 《마술사의 밤》(1953), 《사랑의 레슨》(1954), 《여름밤은 세 번 미소한다》(1955) 등에서 눈에 띄게 두각을 나타냈다. 1956년 《처녀의 샘》을 발표함으로써 세계적인 대작가로 평가받기에 이르렀다.

## 작품 경향
베리만은 사실적인 영화로부터 출발하여 무대희극적인 작품을 거쳐 점차 '인간과 하느님' 문제를 다루게 되었다. 거기에서 인간에 대한 엄연한 리얼스트의 눈과 하느님의 존재에 대한 추상적인 사념을 갈라놓을 수 없게 융합하여 일종의 육감성과 북유럽적인 신비적 경향을 동시에 엿볼 수 있다. 섹스에 신(神)을 대치시켜 인간 존재의 심부를 추구해왔다.
1966년의 《페르소나》 등에서 보이는 베리만의 작품은 한층 추상적인 관념성이 강해져 가고 있는 듯이 보여 그 독자적인 영상의 세계는 더욱 순수도를 높여가고 있다고 해도 좋을 것이다.

## 같이 보기
- 스웨덴 영화